# NGC 7289
NGC 7289 is een lensvormig sterrenstelsel in het sterrenbeeld Zuidervis. Het hemelobject werd op 25 september 1834 ontdekt door de Britse astronoom John Herschel.

## Synoniemen
- ESO 405-23
- MCG -6-49-6
- PGC 68980